# Тагефон
Тагефон — радянська система звукового кіно з оптичною суміщеною фонограмою, розроблена під керівництвом Павла Тагера 1926 року, і запатентована 1928 року. Технологія забезпечує точну синхронізацію звуку із зображенням, яка не залежить від налаштувань кінопроєктора, завдяки використанню спільного носія. 1929 року за системою Тагера в СРСР вперше знято звукову кінохроніку. Перший радянський повнометражний звуковий фільм «Путівка в життя», що вийшов на екрани 1931 року, знято за стандартом «Тагефон».

## Історія створення
На момент появи "Тагефону", за кордоном уже активно використовувалися кілька технологій запису фотографічної фонограми змінної оптичної щільності на кіноплівку: «Триергон», «Фонофільм» та «Мувітон». Головною проблемою всіх цих систем була незадовільна частотна характеристика через модуляцію світла поданням пульсуючого струму звукової частоти на записувальну лампу. Тагер одним із перших вирішив відмовитися від цього, застосувавши оптичний модулятор, розташований між звичайною лампою розжарення та кіноплівкою. Як модулятор використано так званий «конденсатор Керра».
Світло від лампи проходить через поляризатор і потрапляє в наповнену нітробензолом комірку Керра. До обкладок комірки прикладено вихідну напругу підсилювача звукової частоти. Як наслідок, лінійно поляризоване світло на виході з комірки виявляється еліптично поляризованим. Далі світловий потік потрапляє на другий поляризатор, який є аналізатором. Його площина поляризації повернена так, щоб за нульової напруги на конденсаторі отримати середню величину експозиції (зазвичай близько 45 °). Такий модулятор практично позбавлений інерційності, властивої лампам, дозволяє з високою якістю записувати високочастотні складові фонограми. За цим параметром «Тагефон» перевершував не тільки застарілі на той момент системи «Триергон» і «Фонофільм», а й нові «RCA Photophone» і «Western Electric» із гальванометром. «Мувітон», створений того ж року на основі газосвітної лампи, також відставав від радянського аналога.
Інші параметри системи збігалися з більшістю вже існуючих технологій, забезпечуючи сумісність та можливість міжнародного обміну фільмами. Звукова доріжка шириною 2,54 мм (1/10 дюйма) розташовувалася між одним із рядів перфорації та зображенням 35-мм кіноплівки. Зміщення відносно зображення становило +19 кадрів, а стандартну частоту знімання та проєкції прийнято міжнародну: 24 кадри на секунду. Розробка власної системи звукового кіно дозволила заощадити близько 2,5 млн золотовалютних рублів, які знадобилися б для купівлі іноземних технологій. У лабораторії звукового кіно, створеній 1928 року у Всесоюзному електротехнічному інституті, за три роки спроєктовано сім типів звукозаписної апаратури, а також сім типів відтворювальної, розрахованих на систему "Тагефон". Першим серійним звукозаписним апаратом системи "Тагефон" став "СГК-7", виробництво якого налагоджено на заводі "Ленкінап". Новим звуковідтворювальним обладнанням було оснащено два перші звукові кінотеатри: «Коло́с» у Москві та «Гігант» у Ленінграді.